# Placówka Straży Celnej „Jaworzynka”

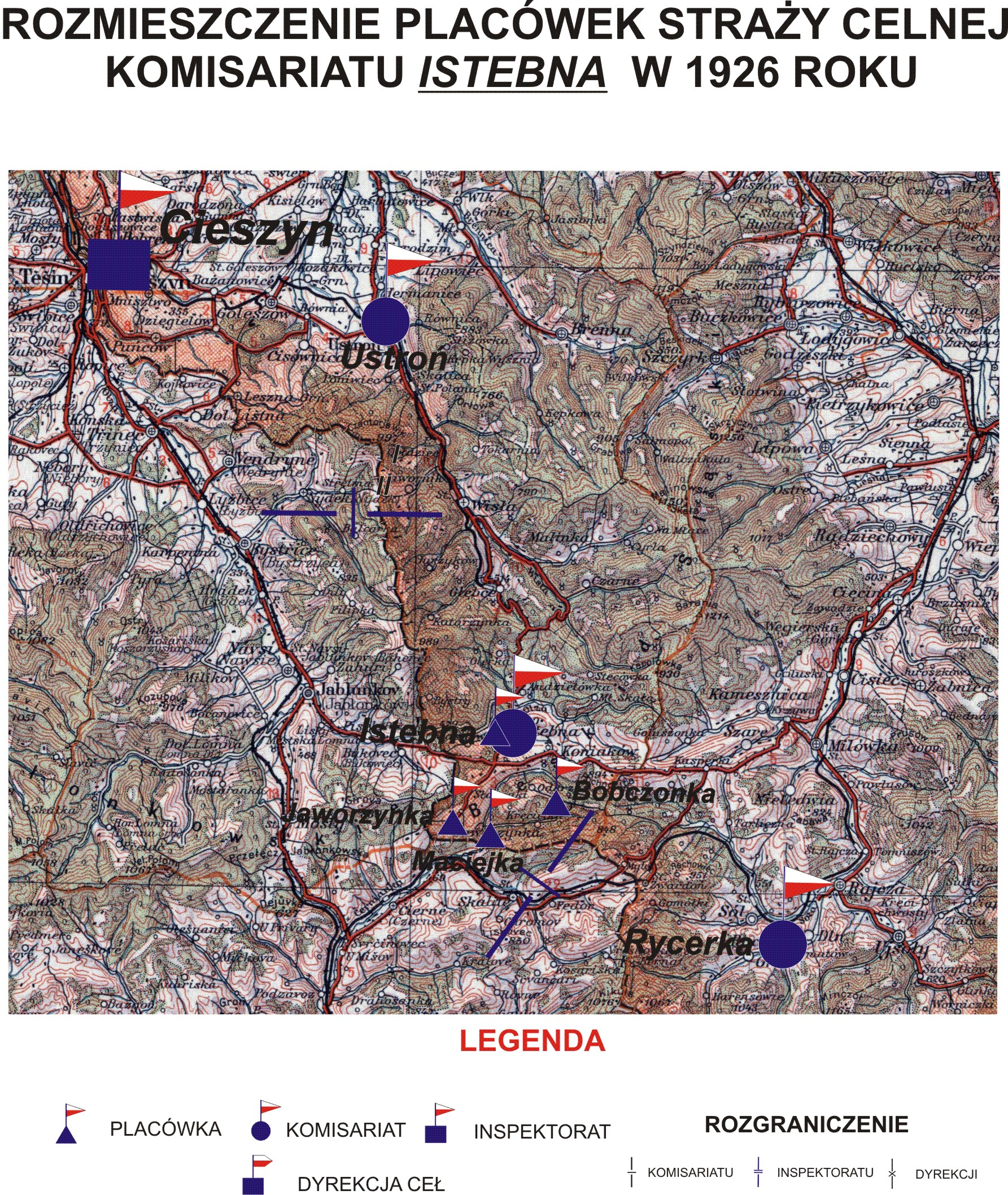
Rozmieszczenie placówek SC Komisariatu Istebna w 1926

Placówka Straży Celnej „Jaworzynka” – jednostka organizacyjna Straży Celnej pełniąca w okresie międzywojennym służbę ochronną na granicy polsko-czechosłowackiej.

## Formowanie i zmiany organizacyjne
Na wniosek Ministerstwa Skarbu, uchwałą z 10 marca 1920 roku, powołano do życia Straż Celną. Jednostki Straży Celnej rozpoczęły przejmowanie odcinków granicy od pododdziałów Batalionów Celnych. W 1921 roku w Ustroniu stacjonował sztab 2 kompanii 7 batalionu celnego. Kompania wystawiała również placówkę w Jaworzynce. W 1922 roku w Istebnej stacjonował sztab 1 kompanii 7 batalionu celnego. Kompania wystawiała również placówkę w Jaworzynce. Proces tworzenia Straży Celnej trwał do końca 1922 roku. Placówka Straży Celnej „Jaworzynka” weszła w podporządkowanie komisariatu Straży Celnej „Istebna” z Inspektoratu SC „Cieszyn”.
W drugiej połowie 1927 roku przystąpiono do gruntownej reorganizacji Straży Celnej. W praktyce skutkowało to rozwiązaniem tej formacji granicznej. Ochronę północnej, zachodniej i południowej granicy państwa przejęła powołana z dniem 2 kwietnia 1928 roku Straż Graniczna. W strukturach nowo powstałej formacji placówki „Jaworzynka” nie odtworzono.

## Funkcjonariusze placówki
Kierownicy placówki
| stopień          | imię i nazwisko, numer   | okres pełnienia służby | kolejne stanowisko |
| ---------------- | ------------------------ | ---------------------- | ------------------ |
| starszy strażnik | Franciszek Lisiak (585)) | był w 1926             |                    |

Obsada personalna placówki w 1926:
- starszy strażnik Franciszek Lisiak (585)
- strażnik Antoni Knach (511)
- strażnik Jan Choina (147)
- strażnik Bernard Mielczarski (673)
- strażnik Teodor Hochel (1215)
- strażnik Adolf Kulpa (408)
- strażnik Teodor John (3559)
- strażnik Stanisław Mikołajczak (685)